# 3874 Stuart
3874 Stuart este un asteroid din centura principală, descoperit pe 4 octombrie 1986 de Edward Bowell.